# Boris Khimitchev
Boris Khimitchev (en russe : Борис Петрович Химичев), né le 12 janvier 1933 à Balamoutivka en Union soviétique (aujourd’hui en Ukraine) et mort le 14 septembre 2014 à Moscou (Russie), est un acteur russe.

## Filmographie partielle
- 1967 : Opération Trust (Операция «Трест») de Sergueï Kolossov
- 1968 : Snegurotchka (Снегурочка) de Pavel Kadotchnikov
- 1968 : Six juillet (Шестое июля) de Youli Karassik : télégraphiste
- 1973 : Le Silence du Dr. Evans (Молчание доктора Ивенса) de Boudimir Metalnikov
- 1976 : Un, deux... les soldats marchaient... (Аты-баты, шли солдаты...) de Leonid Bykov
- 1979 : Le Limier (Сыщик) de Vladimir Fokine
- 1984 : TASS est autorisé à déclarer… (Тасс уполномочен заявить...) de Vladimir Fokine
- 1986 : Boris Godounov (Борис Годунов) de Sergueï Bondartchouk

## Récompenses et nominations

### Récompenses
- 1993 : Artiste du peuple de la fédération de Russie[1]